# Кірстен Боє
Кірстен Боє (нім. Kirsten Boie; нар. 19 березня 1950, Гамбург) — німецька дитяча письменниця, активістка, літературознавиця та вчителька середньої школи. Вона почала друкуватися, коли працювала вчителькою, у 1985 році та є авторкою понад 100 книг. Серед найвідоміших робіт Кірстен Боє — «Пол означає удачу» (нім. «Paule ist ein Glücksgriff»), серія «Мовенвеґ» (нім. «Möwenweg») та «Маленький лицар» (нім. «Ritter Trenk»). Була нагороджена орденом «За заслуги перед Федеративною Республікою Німеччина» та статусом почесної громадянки Гамбурга.

## Біографія

### Раннє життя
Кірстен Боє народилася у 1950 році в Гамбурзі, ФРН. У 1969-1974 роках вивчала німецьку та англійську літературу в Гамбурзькому університеті. Потім працювала вчителькою в середній школі, а в 1985 році розпочала свою видавничу кар'єру.

### Кар'єра
У 1985 році Боє опублікувала свій перший дитячий роман, «Пол означає удачу» (нім. «Paule ist ein Glücksgriff»), про дитину з етнічної меншини, усиновлену в німецьку сім'ю. Згодом вона опублікувала понад 100 книг у цьому жанрі. Серед її найвідоміших творів — «Маленький лицар» (нім. «Ritter Trenk»; 2006) та серія «Мовенвеґ» (нім. «Möwenweg»; 2000-2022).
Її внесок у розвиток дитячої літератури неодноразово відзначався: серед інших нагород Боє отримала Велику премію Німецької академії дитячої та юнацької літератури (2008) та орден «За заслуги перед Федеративною Республікою Німеччина» (2011). У грудні 2019 року Боє було надано звання почесної громадянки рідного для неї Гамбурга. У 2020 році на її честь було засновано премію в галузі дитячої літератури. Її першим лауреатом стала німецька письменниця Юлія Блескен.

### Активізм
У 2018 році Боє приєдналася до ініціативи німецьких авторів «Гамбурзька декларація», яка виступає за посилення уваги до набуття навичок читання учнями початкових класів. У відповідь на європейську міграційну кризу 2015 року вона опублікувала книгу «Все буде добре» (англ. «Everything Will Be Alright») про дитину, яка тікає з сирійського міста Хомс. За словами пані Боє, книга мала на меті підвищити обізнаність про становище дітей сирійських біженців у німецьких школах, вона видана німецькою та арабською мовами. Під час пандемії COVID-19 вона брала участь у кампанії, яка заохочувала дітей читати книги під час карантину.

## Вибрана бібліографія

### Серії

#### Кінґ-Конґ
Книги були видані з ілюстраціями від німецької ілюстраторки Сільке Брікс.
- «Кінґ-Конґ, мандрівне порося» (нім. «King-Kong, das Reiseschwein»; Oetinger Verlag; 1989) ISBN ISBN 978-3-7891-0516-6 Помилка параметра в {{ISBN}}: недійсний символ
- «Кінґ-Конґ, таємне порося» (нім. «King-Kong, das Geheimschwein»; Oetinger Verlag; 1989) ISBN ISBN 978-3-7891-0520-3 Помилка параметра в {{ISBN}}: недійсний символ
- «Кінґ-Конґ, футбольне порося» (нім. «King-Kong, das Fußballschwein»; Oetinger Verlag; 1991) ISBN ISBN 978-3-7891-2437-2 Помилка параметра в {{ISBN}}: недійсний символ
- «Кінґ-Конґ, циркове порося» (нім. «King-Kong, das Zirkusschwein»; Oetinger Verlag; 1992) ISBN ISBN 978-3-7891-0531-9 Помилка параметра в {{ISBN}}: недійсний символ
- «Кінґ-Конґ, романтичне порося» (нім. «King-Kong, das Liebesschwein»; Oetinger Verlag; 1993) ISBN ISBN 978-3-7891-0528-9 Помилка параметра в {{ISBN}}: недійсний символ
- «Кінґ-Конґ, шкільне порося» (нім. «King-Kong, das Schulschwein»; Oetinger Verlag; 1995) ISBN ISBN 978-3-7891-0510-4 Помилка параметра в {{ISBN}}: недійсний символ
- «Кінґ-Конґ, загадкове порося» (нім. «King-Kong, das Krimischwein»; Oetinger Verlag; 1998) ISBN ISBN 978-3-7891-0550-0 Помилка параметра в {{ISBN}}: недійсний символ
- «Кінґ-Конґ: Все і навіть більше» (нім. «King-Kong: Allerhand und mehr»; Oetinger Verlag; 2004) ISBN ISBN 978-3-7891-3154-7 Помилка параметра в {{ISBN}}: недійсний символ
- «Кінґ-Конґ, щаслива порося» (нім. «King-Kong, das Glücksschwein»; Oetinger Verlag; 2010) ISBN ISBN 978-3-7891-0727-6 Помилка параметра в {{ISBN}}: недійсний символ
- «Кінґ-Конґ, різдвяне порося» (нім. «King-Kong, das Weihnachtsschwein»; Oetinger Verlag; 2011) ISBN ISBN 978-3-7891-0738-2 Помилка параметра в {{ISBN}}: недійсний символ

#### Мовенвеґ
Книги були проілюстровані Кетрін Енґелкінґ.
- «Ми діти з Мовенвеґа» (нім. «Wir Kinder aus dem Möwenweg»; Oetinger Verlag, Гамбург, 2000, ISBN 978-3-7891-3138-7)
- «Літо в Мовенвезі» (нім. «Sommer im Möwenweg»; Oetinger Verlag, Гамбург, 2002, ISBN 978-3-7891-3144-8)
- «День народження в Мовенвезі» (нім. «Geburtstag im Möwenweg»; Oetinger Verlag, Гамбург, 2003, ISBN 978-3-7891-3149-3)
- «Різдво в Мовенвезі» (нім. «Weihnachten im Möwenweg»; Oetinger Verlag, Гамбург, 2005, ISBN 978-3-7891-3158-5)
- «Новий рік у Мовенвезі» (нім. «Ein neues Jahr im Möwenweg»; Oetinger Verlag, Гамбург, 2008, ISBN 978-3-7891-3172-1)
- «Таємниця Мовенвеґа» (нім. «Geheimnis im Möwenweg»; Oetinger Verlag, Гамбург, 2010, ISBN 978-3-7891-3181-3)
- «Великдень у Мовенвезі» (нім. «Ostern im Möwenweg»; Oetinger Verlag, Гамбург, 2011, ISBN 978-3-7891-3189-9)
- «Відпочинок у Мовенвезі» (нім. «Ferien im Möwenweg»; Oetinger Verlag, Гамбург, 2015, ISBN ISBN 978-3-7891-2025-1 Помилка параметра в {{ISBN}}: недійсний символ) — ілюстрації Надін Райц
- «У нас нарешті канікули» (нім. «Wir haben endlich Ferien»; Oetinger Verlag, Гамбург, 2016, ISBN 978-3-7512-0181-0)
- «Випікаємо різдвяне печиво» (нім. «Wir backen Weihnachtskekse»; Oetinger Verlag, Гамбург, 2018, ISBN 978-3-7891-0881-5)
- «Граємо на снігу» (нім. «Wir spielen im Schnee»; Oetinger Verlag, Гамбург, 2020, ISBN 978-3-7891-1485-4)

#### Нікс
Книги були видані з ілюстраціями від німецької ілюстраторки дитячих книжок Штефані Шарнберґ.
- «Русалонька Нікс» (нім. «Verflixt ein Nix»; Oetinger Verlag, Гамбург, 2003, ISBN 978-3-8415-0039-7)
- «Русалонька Нікс повертається» (нім. «Wieder Nix»; Oetinger Verlag, Гамбург, 2007, ISBN 978-3-7891-3167-7)
- «Русалонька Нікс зникла» (нім. «Nix wie weg»; Oetinger Verlag, Гамбург, 2013, ISBN 978-3-7891-3199-8)

#### Маленький лицар
Книга містить у собі ілюстрації Барбари Шольц.
- «Маленький лицар» (нім. «Der kleine Ritter Trenk»; Oetinger Verlag, 2006, ISBN 3-7891-3163-6)
- «Маленький лицар і велика небезпека» (нім. «Der kleine Ritter Trenk und der Große Gefährliche»; Oetinger Verlag, 2011, ISBN 978-3-7891-3193-6)
- «Маленький лицар і свиня мудрості» (нім. «Der kleine Ritter Trenk und das Schwein der Weisen»; Oetinger Verlag, 2012, ISBN 978-3-7891-3190-5)
- «Маленький лицар і життя у Середні віки» (нім. «Der kleine Ritter Trenk und fast das ganze Leben im Mittelalter»; Oetinger Verlag, 2012, ISBN 978-3-7891-8530-4)
- «Маленький лицар і аскарида» (нім. «Der kleine Ritter Trenk und der ganz gemeine Zahnwurm»; Oetinger Verlag, 2013, ISBN 978-3-7891-3196-7)
- «Маленький лицар і Вавилонська вежа» (нім. «Der kleine Ritter Trenk und der Turmbau zu Babel»; Oetinger Verlag, 2013, ISBN 978-3-7891-3200-1)

## Нагороди
- Велика премія Німецької академії дитячої та юнацької літератури (2008)[3]
- Орден «За заслуги перед Федеративною Республікою Німеччина» (2011)[4]